# Núi Thất Tinh (Đài Bắc)
Núi Thất Tinh (tiếng Trung: 七星山; bính âm Hán ngữ: Qīxīng Shān; bính âm thông dụng: Cising Shan; Wade–Giles: Ch'i1-Hsing1 Shan1; nghĩa đen 'Núi bảy ngôi sao') là một ngọn núi ở Bắc Đầu, Đài Bắc, Đài Loan. Nó thuộc quần thể núi lửa Đại Truân và là ngọn núi cao nhất trong thành phố tại rìa lưu vực Đài Bắc. Nó còn là ngọn núi lửa (đã ngưng hoạt động) cao nhất ở Đài Loan. Nó nằm tại vị trí trung tâm vườn quốc gia Dương Minh Sơn; đỉnh cao nhất đạt 1.120 mét (3.670 ft) so với mặt nước biển.
Nó bắt đầu phun trào từ 700.000 năm về trước. Có một miệng núi lửa lớn nằm ở trên đỉnh nhưng sau đó lại chia thành bảy miệng núi lửa nhỏ do bị xói mòn.
Ngọn núi bị đứt gãy chạy dọc theo phía Đông Nam và phía Tây Bắc, tạo ra các địa mạo như suối nước nóng và lỗ phun khí.
Ngọn núi này được dùng để đặt tên cho quận Shichisei (七星郡), quận Taihoku, Đài Loan thuộc Nhật. Quận này ngày nay bao gồm Tịch Chỉ, Sỹ Lâm, Bắc Đầu, Nam Cảng, Nội Hồ, Tùng Sơn, và Tín Nghĩa.